# DSG menjalnik
DSG menjalnik (Nemško: Direkt-Schalt-Getriebe) je elektronsko vodena dvojna sklopka klasičnega ročnega menjalnika,, ki je popolnoma ali polovično avtomatiziran  in je brez klasičnega pedala za sklopko. Prvi menjalnik z dvojno sklopko izhaja iz podjetja Porsche za dirkalne avtomobile v osemdesetih letih dvajsetega stoletja.
Enostavno rečeno, dva ločena menjalnika in sklopki vgrajena v eno ohišje delujeta kot ena enota. Skonstruiral ga je Borg Warner. Na začetku ga je patentiral Volkswagnov koncern (kateri obsega tovarne avtomobilov Volkswagen, Audi, Seat,Škoda,Lamborghini, Bentley, Bugatti, Porsche in Volksvagen gospodarska vozila) s podporo IAV GmbH. Z uporabo dveh med seboj neodvisnih sklopk, dsg dosega krajše trajanje prestavljanja in odpravo pretvornika navora klasičnega avtomatskega menjalnika.

### Prečni DSG
V začetku leta 2003 so pričeli s serijsko izdelavo prvega menjalnika z dvojno sklopko na Nemškem tržišču v modelu Volkswagen Golf R32, kmalu zatem pa še v Audiju TT 3,2 . Prvih nekaj let je bilo možno dobiti dsg samo v vozilih s prečno postavljenim motorjem s sprednjim pogonom ali štirikolesnim pogonom s Haldex sklopko.
Prvi prečni Dsg se je proizvajal s šestimi stopnjami za vožnjo naprej in eno stopnjo za vzvratno vožnjo, z uporabo večlamelne v olju potopljene sklopke. Uporabljal se je za motorje do 350 Nm  navora in tehtal 93 kg za vozila s sprednjim pogonom. Dnevno so  izdelali 1500 enot..
V začetku leta 2008 so začeli prvi na svetu proizvajati sedem stopenjski dsg menjalnik. Od šest stopensjkega se razlikuje v sklopkah, saj ima sedem stopenjski dve enojni suhi sklopki. Sklopka je bila skonstruirana v Luk Clutch sistems. Sedemstopenjski dsg menjalnik se uporablja pri manjših vozilih, z manjšim maksimalnim navorom motorja, s sprednjim pogonom kot je Volkswagen Golf, Polo in Seat Ibiza zadnje generacije, kjer navor ne presega 250Nm. Menjalnik ima kapaciteto olja 1,7 litra, kar je veliko manj kot v prehodnem šest stopenjskem menjalniku.
Leta 2010 so izdelali sedemstopenjski dsg menjalnik za navore motorja do 500 Nm in je bil vgrajen prvo v Audi TT RS.

### Audijev vzdolžni DSG
Proti koncu leta 2008 je Audi izdelal nov sedemstopenjski vzdolžni dsg menjalnik imenovan kot  S tronic. Konstruktor je bil Audijev inženir za menjalnike Mario Schenker. V začetku leta 2009 se je uporabljal za nekatere Audijeve avtomobile z vzdolžno postavljenim motorjem, tako kot šest stopenjski menjalnik ima dvojno večlamelno mokro sklopko. Večja zunanja sklopka ima 10 lamelno sklopko, notranja manjša sklopka pa ima 12 lamel. Sprememba proti šeststopenskemu menjalniku je tudi v mazalnem sistemu. S tronic ima dva popolnoma ločena mazalna kroga. En krog vsebuje 7,5 litra olja za hidravlične sklopke in mehatroniko, katero je polno sintetično olje za avtomatske menjalnike (ATF). Drugi krog maže zobniški del menjanika in prednji diferencial, vsebuje pa 4,3 litra klasičnega hipenol olja za menjalnike. Največji navor motorja za ta tip menjalnika je 600 Nm in moč motorja do 330 kw. Menjalnik tehta z vsemi olji in dvomasnim vztrajnikom 141.5kg. Možno ga je dobiti v varianti s quattro štirikolesnim pogonom.

### Delovanje
Motorji z notranjim zgorevanjem imajo dve kompletni sklopki.. Zunanja sklopka krmili prvo, tretjo, peto ( če je vgrajena tudi sedmo prestavo) in vzvratno prestavo. Zunanja sklpka ima večji premer kot notranja in lahko prenaša večje vrtilne momente. Notranja sklopka krmili drugo, četrto in šesto prestavo. Namesto standardne suhe enolamelne sklopke, ima vsak komplet za šest stopenjski dsg menjalnik  štiri lamelno mokro sklopko, podobno kot pri motociklih. Zaradi pomanjkanja prostora so dvojne sklopke koncentrične in gredi menjalnika votle, ter enako koncentrične. Posledica tega je da je prestava že v naprej pripravljena, ter eden prestavni sklop brez pogona, navor pa se prenaša iz enega sklopa na drugega. To pomeni da dsg potrebuje le 8 milisekund za prestavljanje v višjo prestavo. Dsg je bistveno hitrejši pri prestaljanju v primerjavi s Ferarijevem sekvenčnim ročnim menjalnikom F430 Scuderia, saj le ta porebuje 60 milisekund za prestaljanje. V času prestavljanja so kolesa brez pogona.

### Upravljanje DSG menjalnika
Upravljanje je podobno kot pri klasičnih avtomatski menjalnikih.
Pozicija prestavne ročice.
- P- uporablja se kadar je vozilon parkirano, ročna zavora je aktivna
- N- uporalja se ko vozilo stoji, prosti tek
- D- se uporablja pri normalni vožnji, menjalnik prestavlja od 1. do 6. oziroma 7. prestave in nazaj.[2][4]
- R- se uporablja za vzvratno vožnjo in ima samo eno stopnjo
- S- se uporablja za športno vožnjo,podobno kot v D poziciji, vendar menjalnik drži motor v precej višjih vrtljajih, tako pri prestavljanju navzgor kot pri prestavljanju navzdol
- +,- uporablja se kadar želimo ročno prestavljanje, ročico potiskamo naprej za prestavljanje v višjo prestavo in nazaj za prestavljanje navzdol[3][5]

### Prednosti DSG menjalnika
- manjša poraba goriva[2][6][5]
- kolesa so manj časa brez pogona med prestavljanjem
- krajši čas prestavljanja, ter pred pripravljena prestava
- gladko prestavljanje
- dosledno prestaljanje v 600 milisekundah ne glede na položaj pedala za plin ali opracijskega programa[4]

### Slabosti DSG menjalnika
- malenkostno manjša izkoriščenost moči motorja
- dražje specialno olja za menjalnik;[10][11]

- relativno draga izdelava menjalnika
- uporaba menjalnika je omejena na maksimalni navor motorja
- masa dsg menjalnika je veliko večja kot masa klasičnega menjalnika (75kg proti 47,5 kg)

## Problemi in vpoklic vozil opremljenih z DSG menjalniki
V letu 2009 je Volkswagen Amerika začel z vpoklicem dveh tovarniških akcij za vozila opremljena z dsg menjalnikom. V prvi je bilo 13.500 udeleženih vozil, za reševanje problemov z nenačrtovanim premikom v nevtralni položaj,medtem ko je v drugi akciji s podobnim problemom (napaka na senzorju temperature) bilo vpoklicanih 53.300 vozil..Vpoklic je rezultat raziskav  US National Highway Traffic Safety Administration (NHTSA), kateri so lastniki vozil poročali o nenadni izgubi moči vozila med vožnjo.V raziskavi se je ugotovilo da so udeležena vozila modelnega leta 2008 do 2009.

## Uporaba v vozilih
Pri Audiju so DSG menjalnik preimenovali v S tronic

### Audi
- Audi TT
- Audi A1
- Audi A3
- Audi S3
- Audi A4 (B8)
- Audi S4 (B8)
- Audi A5
- Audi A7
- Audi A8 (D4)
- Audi Q5

### Bugatti
- Bugatti Veyron EB

### SEAT
- SEAT Ibiza
- SEAT León
- SEAT Altea
- SEAT Toledo
- SEAT Alhambra

### Škoda
- Škoda Fabia
- Škoda Octavia
- Škoda Roomster
- Škoda Superb II
- Škoda Yeti

### Volkswagen
- Volkswagen Polo
- Volkswagen Golf, GTI, TDI, R32
- Volkswagen Jetta & Bora
- Volkswagen Eos
- Volkswagen Touran
- Volkswagen New Beetle
- Volkswagen New Beetle Convertible
- Volkswagen Passat in R36
- Volkswagen Passat CC
- Volkswagen Sharan
- Volkswagen Scirocco
- Volkswagen Tiguan

### Volkswagen gospodarska vozila
- Volkswagen Caddy
- Volkswagen T5